# Amanda Setton
Amanda Setton (Cidade de Nova Iorque, 16 de dezembro de 1985) é uma atriz norte-americana, mais conhecida por seu papel recorrente como Penelope Shafai na série adolescente Gossip Girl (2008—12) e como Kimberly Andrews na soap opera One Life to Live (2009—11). Setton fez sua estreia na Broadway na comédia Love, Loss, and What I Wore no final de 2011.

## Vida pessoal
Setton nasceu em Nova York e cresceu em Great Neck, onde foi presidente do clube de teatro do colegial. Ela é judia e de ascendência síria-judaica e austro-judaica. Setton se formou em teatro na faculdade de Ithaca, onde se formou em 2007. Em seu primeiro ano ela estudou no exterior em Barcelona, Espanha, em um programa IES. Setton completou um abrangente programa de técnica Meisner de dois anos na Oficina de Ator de Ithaca sob a instrução de Eliza VanCort.

## Filmografia

### Cinema
| Ano  | Título                                 | Papel                                      | Notas          |
| ---- | -------------------------------------- | ------------------------------------------ | -------------- |
| 2005 | Surrendering Serendipity: A Rock Opera | The Good                                   | Curta-metragem |
| 2008 | What Happens in Vegas                  | Mulher gostosa                             |                |
| 2008 | Sex and the City                       | Menina que da um tapa na cara de um menino |                |
| 2008 | All the World's a Stage                | Assistente do diretor                      |                |
| 2012 | Pasolini's Last Words                  | Carlo I/Signora xxx                        | Documentário   |
| 2013 | That Thing with the Cat                | Erica                                      |                |
| 2016 | Black Dog, Red Dog                     | Aazeen                                     | Pós-produção   |

### Televisão
| Ano     | Título             | Papel                                       | Notas                                                                                                 |
| ------- | ------------------ | ------------------------------------------- | --- |
| 2008-12 | Gossip Girl        | Penélope Shafai                             | Recorrente: 31 episódios                                                                              |
| 2009-11 | One Life to Live   | Kimberly Andrews                            | Contrato: 14 de agosto de 2009 – 2 de abril de 2010 Recorrente: 22 de agosto – 29 de dezembro de 2011 |
| 2010    | Mercy              | Barb                                        | 2 episódios                                                                                           |
| 2011    | Blue Bloods        | Sylvia                                      | Episódio: "To Tell the Truth'                                                                         |
| 2012-13 | The Mindy Project  | Shauna Dicanio                              | Elenco principal (temporada 1): 12 episódios                                                          |
| 2013    | Golden Boy         | Gemma Bar-Lev                               | Episódio: Pilot                                                                                       |
| 2013-14 | The Crazy Ones     | Lauren Slotsky                              | Elenco principal; 22 episódios                                                                        |
| 2014-15 | Hawaii Five-0      | Assistente Do Médico Legista Dr. Mindy Shaw | Elenco recorrente (temporada 5); 6 episódios                                                          |
| 2016    | Beauty & the Beast | Bootsy Durbrige                             | Episódio: "Besta " Interrompido"                                                                      |